# Tre nghệ
Tre nghệ hay tre gai (rừng), tre mỡ, tre lộc ngộc, tre may, tre hóa, tre la ngà, la ngà Nam Bộ (danh pháp: Bambusa bambos) là một loài thực vật có hoa trong họ Hòa thảo. Loài này được (L.) Voss miêu tả khoa học đầu tiên năm 1895.

## Hình ảnh

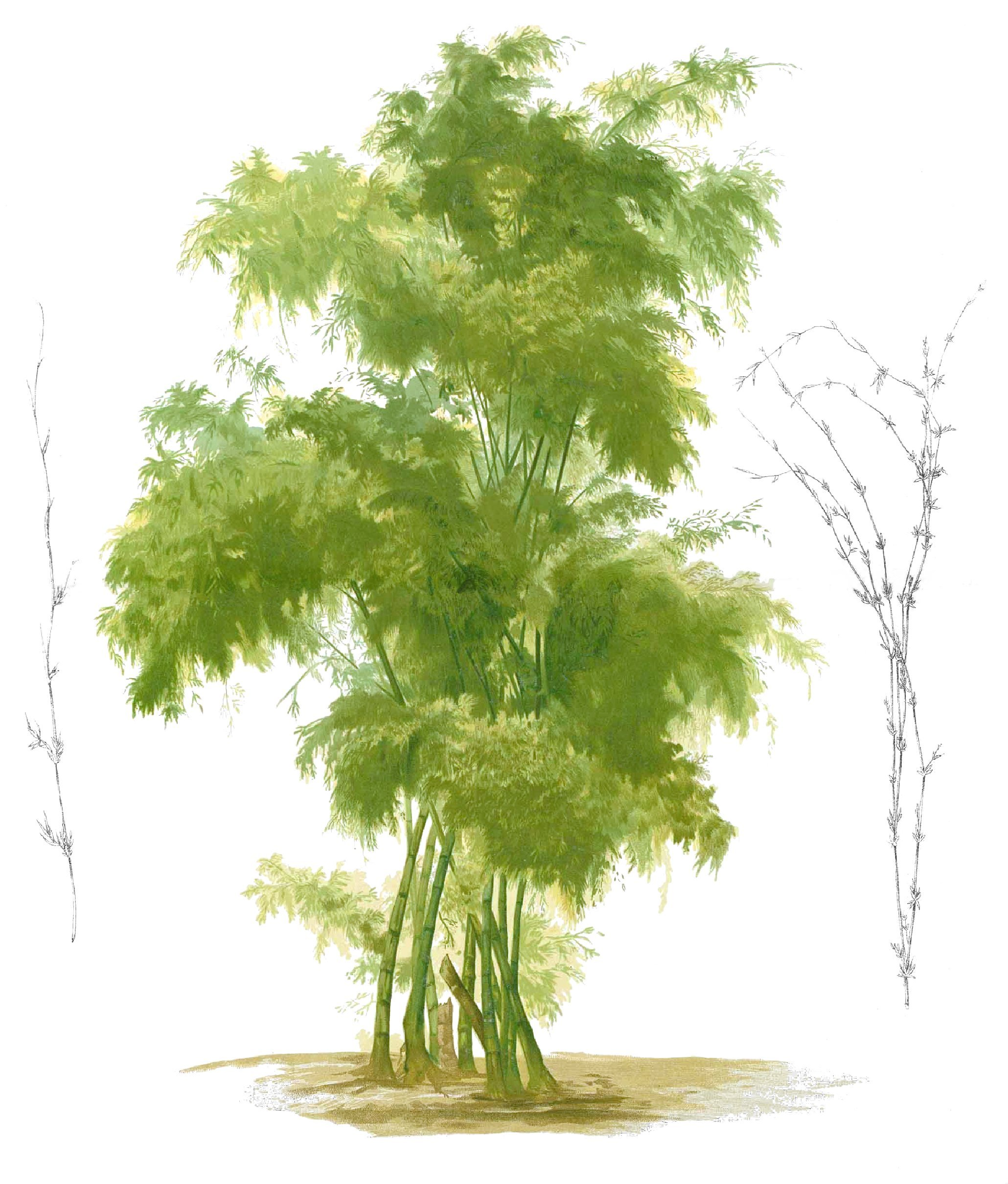
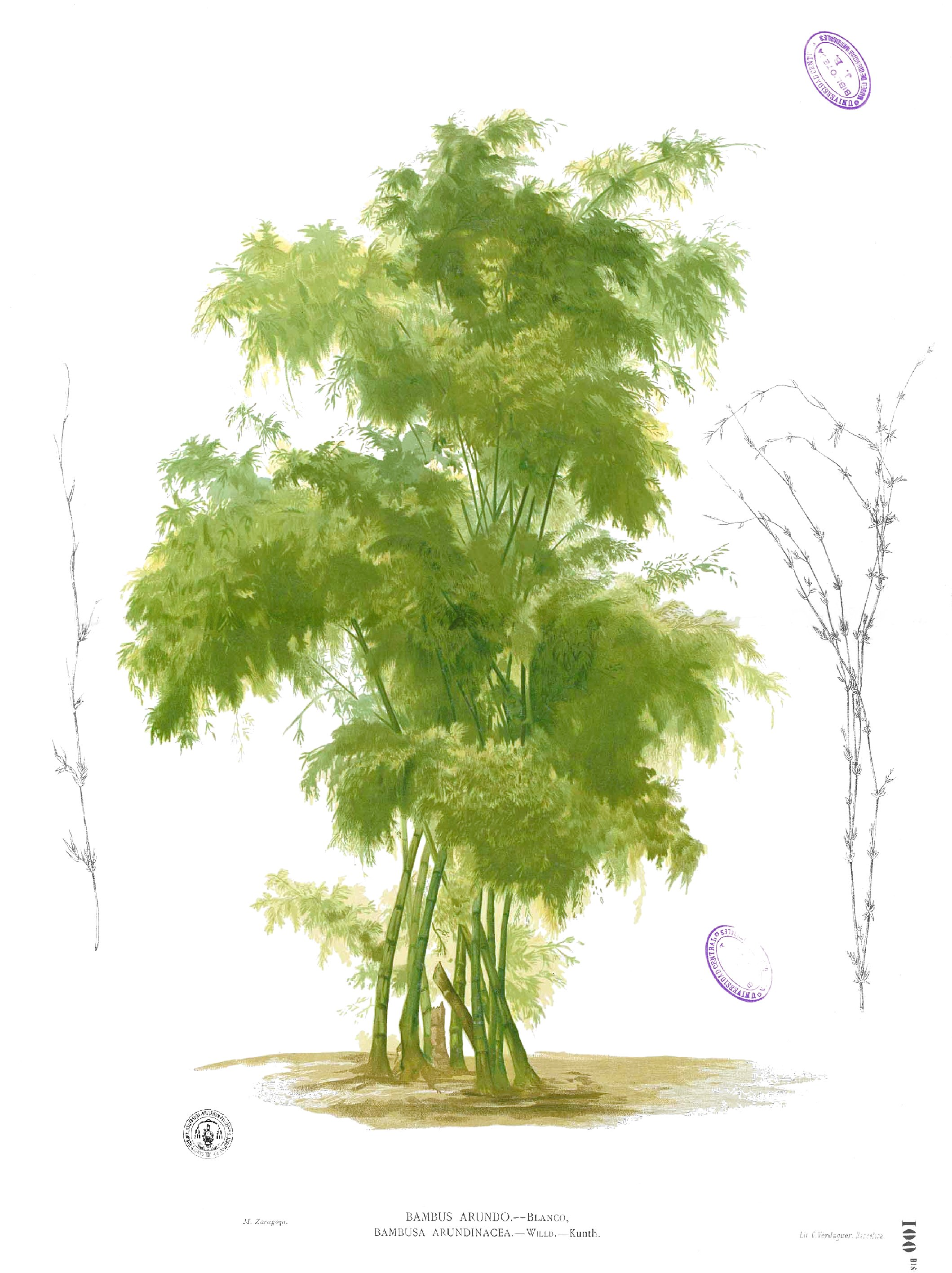
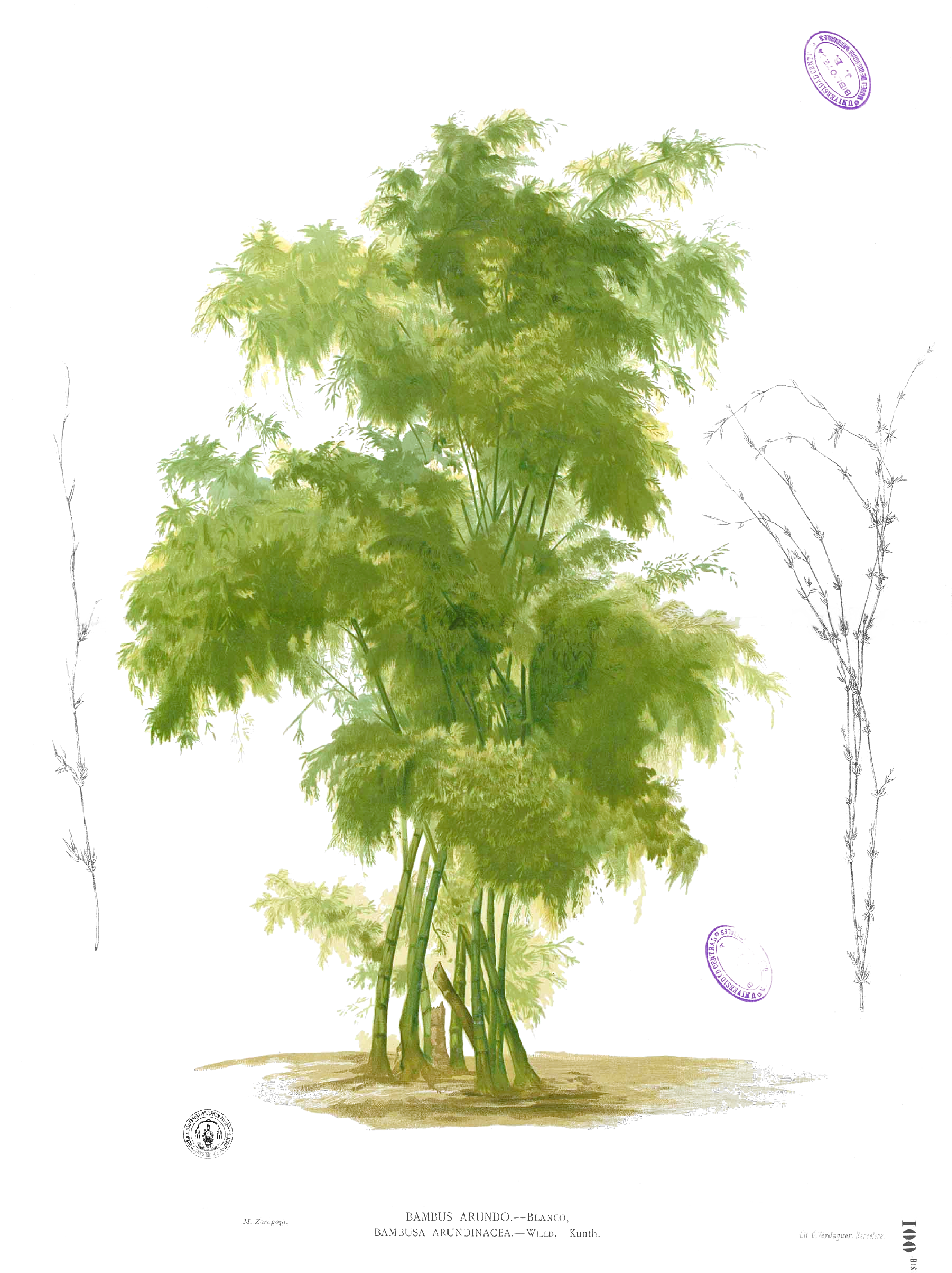